# María Esther Vázquez
Pour les articles homonymes, voir Vázquez.
María Esther Vázquez, née le 4 août 1937 et morte le 25 mars 2017 est une écrivaine et journaliste argentine, surtout connue comme collaboratrice et biographe de Jorge Luis Borges et Victoria Ocampo.

## Biographie
María Esther Vázquez est née à Buenos Aires en 1937 dans une famille d'origine galicienne. Son père est né à Cambados et sa mère à Vilanova de Arousa. À 16 ans, elle entre à l’Université de Buenos Aires pour étudier la littérature. En 1957, alors qu'elle travaille à la Bibliothèque nationale, elle rencontre le directeur de la bibliothèque, Jorge Luis Borges. Il la présente à ses collègues écrivains de la revue littéraire Sur.
Au début des années 1960, elle sort avec Borges et en février 1964, ils annoncent leur mariage,. Cette même année, ils voyagent en Europe. Malgré l'annonce de leurs fiançailles, ils se séparent plusieurs mois après. Ils restent amis et écrivent plusieurs livres ensemble. Vázquez écrit une biographie sur Borges, dix ans après sa mort, intitulée Borges : Esplendor y derrota (« Borges : Splendeur et défaite »),.
En parallèle de sa carrière d'écrivain, elle travaille comme journaliste. À partir de 1964, elle commence à écrire pour le journal La Nación. Rédigeant de nombreux articles, elle se voit confier sa propre chronique, Instantáneas, en 1977.

## Vie privée
Elle épouse le poète et écrivain Horacio Armani (es) le 14 décembre 1965. Ils restent mariés pendant près de 50 ans, jusqu'à la mort de celui-ci en 2013.
Elle meurt à Buenos Aires en mars 2017 d'une hémorragie cérébrale. Elle est enterrée au cimetière de Recoleta.

## Récompenses
Elle reçoit plusieurs prix et récompenses :
- 1988 : Ordre du Mérite de la République Italienne
- 1987 : Prix Konex[8]
- 1995 : Prix Comillas de la maison d'édition Tusquets en Espagne[5]
- 1997 : Prix de la Foire Internationale du Livre de Buenos Aires[5]
- 2004 : Prix Konex[8]
- 2012 : Prix Rosalía de Castro du PEN Club de Galice[5]
- 2012 : Médaille d'or de l'émigration de la Fédération des sociétés espagnoles d'Argentine

## Publications
- (es) Los nombres de la muerte, 1964
- (es) Introducción a la literatura inglesa, 1965Écrit avec Jorge Luis Borges.
- Essai sur les anciennes littératures germaniques (Essai sur les littératures médiévales germaniques), C. Bourgois, 1966 ((es) Literaturas germánicas medievales, 1966), trad. Michel Maxence, 237 p.Écrit avec Jorge Luis Borges.
- (es) Borges, sus días y su tiempo, 19841e édition
- Borges : images, dialogues et souvenirs, Éd. du Seuil, 1985 ((es) Borgés, imágenes, memorias, diálogos, 1977), trad. François Maspero, 283 p.  (ISBN 2-02-008976-9)
- (es) El mundo de Manuel Mujica Láinez, 1983
- (es) Desde la niebla, 1988
- (es) Victoria Ocampo, 1993
- (es) Borges: esplendor y derrota, 1996
- (es) Victoria Ocampo. El mundo como destino, 2002
- (es) La memoria de los días, 2004